# Built To Survive
Built To Survive é um programa de televisão australiano apresentado pelo biólogo Phil Breslin. Cada episódio apresenta ao público três animais que vivem em um habitat específico para revelar suas características únicas de sobrevivência. O programa foi produzido pela Butter Media e Phil Breslin com a ABC e a Australian Children's Television Foundation (ACTF).
Em 2023, o programa ganhou um Prêmio Emmy Kids Internacional na categoria Factual e Entretenimento.

## Episódios
1. Wet & Wild Rainforests
2. Desert Dwellers
3. Wild Wild Wetlands
4. Coastal Critters
5. Mud & Mangroves
6. The Big Blue Ocean
7. Island Castaways
8. Savannah Survivors
9. Rivers of Life
10. Woodland Wanderers